# Norsethite
La norsethite è un minerale appartenente al gruppo della dolomite.

## Origine e giacitura
La norsethite è presente nella massa di fondo delle orangeiti (o kimberliti del gruppo 2) nella regione dell'Orange, in Sudafrica.